# الماس (شبستر)
الماس یکی از روستاهای استان آذربایجان شرقی است که در دهستان گونی غربی بخش تسوج شهرستان شبستر واقع شده‌است.

## جمعیت
جمعیت این روستا بر طبق آخرین سرشماری ۳۲۶نفر بوده که بیشتر از طریق کشاورزی و دامداری امرار معاش می کنند.

## انتقال روستا
در سال ۱377شمسی سیل ویران گری حادث گردید که در اثر آن۱۴ نفر از سکنه این روستا جان خود را از دست داده و خسارات فراوانی به منازل وارد گردید در نتیجه اهالی روستا خانه های مسکونی خود را به فاصله و محل امنی از محل قبلی روستا انتقال داده تا از حوادث مشابه احتمالی در آینده پیشگیری نمایند که روستا در محل فعلی با مصالح بهتر و به شکل منظم تری احداث گردید ولی مزارع کشاورزی و آغل احشام همچنان در محل قبلی می باشد.